# Wiesław Jędrusik
Wiesław Leszek Jędrusik (ur. 27 listopada 1945 w Dąbrowie Górniczej) – polski polityk, działacz PZPR, przedsiębiorca, samorządowiec, poseł na Sejm IV i V kadencji (2001–2007).

## Życiorys
Ukończył w 1986 studia na Wydziale Społeczno-Ekonomicznym Akademii Nauk Społecznych przy KC PZPR w Warszawie.
W młodości działał w organizacjach ludowych i wiejskich powiatu będzińskiego. W latach 1964–1975 był działaczem Zrzeszenia Ludowych Zespołów Sportowych. Pełnił m.in. funkcje sekretarza (1964–1965) i wiceprzewodniczącego (1968–1969) rady powiatowej ZLZS. W latach 1965–1968 pracował jako starszy referent w Powiatowym Związku Gminnych Spółdzielni „Samopomoc Chłopska”. Od 1965 do 1975 należał do Związku Młodzieży Wiejskiej. W latach 1969–1971 przewodniczył będzińskiemu Zarządowi Powiatowemu ZMW.
Od 1967 do 1990 był członkiem Polskiej Zjednoczonej Partii Robotniczej. W latach 1971–1975 pracował jako instruktor w Komitecie Powiatowym PZPR w Będzinie. Od 1975 był I sekretarzem Komitetu Gminnego PZPR w Psarach, a od 1982 do 1990 I sekretarzem Komitetu Miejskiego w Będzinie.
W latach 90. działał jako przedsiębiorca i samorządowiec. Od 1991 był dyrektorem w firmach handlowo-usługowych „Bon Voyage” i „ZBG”. a od 1994 prezesem PHUP „ELBET”. W latach 1998–2001 sprawował funkcję radnego powiatu będzińskiego, od 1999 do 2001 zajmował stanowisko starosty będzińskiego.
Do 1999 był członkiem SdRP. W latach 1990–1992 kierował wydziałem rady wojewódzkiej SdRP, a następnie zasiadał w zarządzie wojewódzkim. W 1999 przystąpił do Sojuszu Lewicy Demokratycznej. Zasiada w zarządzie wojewódzkimi i radzie krajowej partii, kieruje zarządem powiatowym w Będzinie.
W 2001 i 2005 był wybierany do Sejmu IV i V kadencji w okręgu sosnowieckim (w 2005 uzyskał 9761 głosów). Zasiadał w Komisji Finansów Publicznych. Startował także w wyborach do Sejmu w 2007 z listy Lewicy i Demokratów, jednak nie uzyskał mandatu. Bez powodzenia kandydował również z listy SLD Lewica Razem do rady powiatu będzińskiego w 2014.
Działa w Stowarzyszeniu im. Edwarda Gierka.